# Зимбардо, Филип
Фи́лип Джордж Зимба́рдо (англ. Philip George Zimbardo [zɪmˈbɑːrdoʊ]; 23 марта 1933, Нью-Йорк — 14 октября 2024, Сан-Франциско) — американский социальный психолог, автор знаменитого Стэнфордского тюремного эксперимента.

## Биография
По происхождению — сицилиец. Вырос в Южном Бронксе (Нью-Йорк, США), где ходил в одну школу (Monroe High School) со Стэнли Милгрэмом.
В 1954 году получил в Бруклинском колледже степень бакалавра гуманитарных наук summa cum laude со специализациями по психологии, социологии и антропологии, а также в Йельском университете в 1955 году — степень магистра наук по психологии и в 1959 году — степень доктора философии по психологии (научный руководитель — Нил Эдгар Миллер.
В 1960—1967 годы — профессор психологии Колледжа искусств и наук Нью-Йоркского университета Нью-Йоркского университета.
В 1967—1968 годы преподавал в Колумбийском университете.
С 1968 года — профессор психологии Стэнфордского университета.
Зимбардо умер у себя дома 14 октября 2024 года.

## Личная жизнь
- Первая жена — Роуз Зимбардо, литературовед.
- Вторая жена — Кристина Маслах, социальный психолог, профессор психологии Калифорнийского университета в Беркли.

## Стэнфордский тюремный эксперимент
В ходе проведённого им Стэнфордского тюремного эксперимента 24 обычных студента колледжа были случайным образом распределены на группы «заключённых» и «надзирателей» в оборудованной в подвале факультета психологии имитации тюрьмы. Было обнаружено, что участники игры очень быстро вживаются в свои роли, надзиратели начинают испытывать садистские эмоции и намерения, а заключённые — депрессию и безнадёжность. Хотя эксперимент был запланирован на две недели, он был прекращён досрочно, через шесть дней, по этическим соображениям.